# Adolf Tenora
Adolf Tenora (31. května 1865 Kunštát – 26. března 1943 Brno) byl moravský římskokatolický duchovní, papežský prelát, děkan Královské stoliční kapituly u sv. Petra a Pavla v Brně.

## Životopis
Studoval bohosloví v Brně, na kněze byl vysvěcen v roce 1888. Také jeho dva rodní bratři byli katoličtí duchovní. Po vysvěcení působil jako kaplan v Kloboukách u Brna, později v Brně-Zábrdovicích, kde mimo jiné pokřtil bl. Marii Restitutu Kafkovou, v roce 1896 se stal farářem v Šaraticích.
Angažoval se také v odborech a zájmových organizacích. Byl mj. místopředseda správní rady Cyrillo-Methodějské záložny v Brně,
předseda Svazu charity, družstva „Sušil“ a podpůrného spolku „Sušil“. Roku 1923 se stal kanovníkem Královské stoliční kapituly v Brně.
V roce 1939 byl zatčen jako rukojmí v akci Abrecht der Erste a vězněn v Brně na Špilberku. Jako nejstarší rukojmí zde byl vězněn do poloviny října 1939.